# Dare
Dare – miasto w Timorze Wschodnim, w dystrykcie Dili; 19 932 mieszkańców (2008). Drugie co do wielkości miasto kraju.